# Бычков, Борис Тимофеевич
Борис Тимофеевич Бычков (16 августа 1928, Москва — 17 января 2005, Иркутск) — советский и российский художник, Народный художник Российской Федерации (2000), член-корреспондент Российской академии художеств (1990). Мастер художественной обработки стекла.

## Биография
Борис Бычков родился в Москве 16 августа 1928 года. В 1943—1944 годах работал токарем на московском химико-фармацевтическом заводе. В 1949 году закончил Московское художественное училище «Памяти 1905 года». В 1949—1951 годах работал в Ленинабаде художником театра Юго-Восточного горнохимического комбината. В 1957 году закончил Ленинградское высшее художественно-промышленное училище им. В. И. Мухиной (отделение художественной обработки стекла у Б. А. Смирнова). В том же году начал принимать участие в художественных выставках. В 1957—1958 годах был художником стеклозавода во Владимирской области. В 1958—1962 годах — художник Гусевского хрустального завода в городе Гусь-Хрустальный.
В 1962 году переехал в Иркутск. С 1962 по 1972 год преподавал в Иркутском училище искусств на керамическом и декоративно-оформительском отделении. В 1972—1977 был художником Иркутских художественно-производственных мастерских. В 1964 году стал членом Союза художников РСФСР. В 1975—1977 и 1987—1991 годах был председателем Иркутского отделения Союза художников РСФСР.
Изготавливал композиции из хрусталя, цветного и бесцветного стекла, а также витражи, осветительные приборы, мемориальные доски. Его учениками были Л. Н. Назарова и С. П. Назаров, Н. Е. Житков, А. П. Иванов.

## Награды
- Народный художник Российской Федерации (2000)[2]
- Заслуженный художник РСФСР (1983)[1]
- Серебряная медаль Российской академии художеств (1998)[1]
- Медаль «За трудовую доблесть»[1]
- Медаль «За доблестный труд»[1]